# Štěpán Trochta
Štěpán Trochta SDB (Francova Lhota, 26 de março de 1905 — Litoměřice, 6 de abril de 1974) foi Bispo de Litomerice e o quarto salesiano a ser criado cardeal.

## Carreira
Štěpán Trochta era o mais velho dos três filhos dos agricultores František e Anna Trochta. Perdeu o pai aos 8 anos e pouco depois ingressou no seminário menor da sua Diocese. Sua mãe, que trabalhava sozinha para sustentar os filhos, foi acometida por tuberculose, levando Štěpán a deixar o seminário para cuidar dela e dos irmãos. Com a cura de sua mãe, optou por tornar-se salesiano.
Em 1923, se deslocou para Turim, onde realizou os estudos filosóficos e depois os teológicos em Roma. Recebeu em 29 de junho de 1932 o sacramento de ordens sagradas, em Turim. Retornou a sua terra e tornou-se um dos fundadores da obra salesiana. Ensinou filosofia, pedagogia e religião em Frystak; fundou uma obra social na cidade industrial de Ostrava e abriu uma “casa dos jovens”, em Praga. Além disso, prestou assistência espiritual aos escoteiros católicos.
Após a eclosão da Segunda Guerra Mundial, foi listado entre as 100 pessoas mais influentes de Praga que deviam ser eliminadas para evitar uma possível oposição, sendo deportado para o campo de concentração de Theresienstadt, depois para Dachau e, por fim, para Mauthausen. Foi obrigado aos trabalhos mais pesados, atribuídos aos grupos destinados a serem eliminados. Em Mauthausen, ao vê-lo exausto, um nazista atirou nele à queima-roupa, mas padre Trochta não morreu. Recobrou a consciência quando se encontrava numa carroça de cadáveres prestes a ser enviada para o crematório. Conseguiu escapar e acabou sendo salvo por um médico do campo.

## Bispo de Leitmeritz
O Papa Pio XII nomeou Štěpán Trochta como bispo de Litoměřice em 27 de setembro de 1947; era a diocese mais devastada da Boêmia. Ele recebeu sua consagração episcopal em 16 de novembro de 1947, pelo então Núncio Apostólico na Tchecoslováquia, Arcebispo Saverio Ritter, na Catedral de Praga. Os principais co-consagradores foram Josef Beran, Arcebispo de Praga, e Mořic Pícha, Bispo de Hradec Králové.
No entanto, o regime comunista checoslovaco impediu-o de exercer atividades episcopais e, durante três anos, foi mantido em prisão domiciliar na sua sede, até que, em 1953, foi preso sob acusação de espionagem e atividades contra o Estado e condenado a vinte anos de prisão. Em 1960 foi anistiado, mas foi obrigado a trabalhar como pedreiro e encarregado da manutenção de elevadores e sistemas sanitários. Durante esse período, ele secretamente ordenou trinta padres.
Em 2 de agosto de 1968, após 18 anos de ausência, conseguiu retornar ao governo da sua diocese.
O Papa Paulo VI o nomeou em 28 de abril de 1969 cardeal in pectore. A proclamação pública ocorreu no consistório de 5 de março de 1973. Recebeu o título de cardeal sacerdote com a igreja titular de San Giovanni Bosco na via Tuscolana em 12 de abril.
Cardeal Trochta morreu após um interrogatório de seis horas. Apesar da tentativa de impedir seu funeral público pelas autoridades comunistas, este aconteceu, contando inclusive com a presença do Arcebispo de Cracóvia, Karol Wojtyła.
Enquanto bispo, Dom Štěpán foi o consagrador principal do Bispo Ladislav Hlad (1950). Cardeal Trochta participou como co-consagrador principal de: Bispo Jan Pasztor (1973); Bispo Jozef Feranec (1973); Bispo Julius Gábriš (1973); e Bispo Josef Vrana (1973).
Setores da Igreja Católica na Tchéquia desejam a beatificação de Dom Štěpán Trochta, mas a pretensão foi desacreditada e fracassou. No entanto, a Diocese de Litoměřice e os Salesianos mantém iniciativas para iniciar o processo.